# Simon Stevin
Simon Stevin (även Symon, latiniserat Stevinus), född 1548 i Brygge i Flandern, död 1620, var en flamländsk matematiker, ingenjör, uppfinnare, militär och finansman. Andra områden som Stevin var verksam inom var mekanik, fysik, hydraulik, vattenbyggnad, husbyggnad, stadsplanering, lantmäteri, ekonomi och språkvetenskap, 
Stevin var först bokhållare hos en köpman i Antwerpen, men bosatte sig sedermera i Leiden, där han blev generalkvartermästare för armén hos Moritz av Nassau samt erhöll överinseendet över landets väg- och vattenbyggnader. 
Stevin framställde läran om jämvikt i en materiell punkt och om krafternas parallellogram, och vad som är känt som föregångaren till energisatsen, liksom en teori för det lutande planet samt lade grunden till hydrostatiken och införde bruket av den redan förut uppfunna decimalbråkräkningen.
Stevin var verksam inom befästningskonsten. Han drog nytta av sitt intresse för matematik tillsammans med sina praktiska erfarenheter från armén. I böckerna Castrametatio samt Nieuwe Maniere beskriver han dels, hur man ska staka ut, anlägga och försvara tillfälliga fältläger och dels planer för hur man kan försvara befästa platser med hjälp av vatten och kanaler. Stevin argumenterade för låga jordvallar och breda, våta gravar som komplement till murverken. Castrametatio fick stor spridning i Sverige och under 1618 brevväxlade han med den svenske kungen, Gustav II Adolf. Stevin besvarade kungens frågor om olika fortifikatoriska problem .

## Eftermäle
Asteroiden 2831 Stevin är uppkallad efter honom. 

## Böcker
- De Thiende (Leyden, 1585) - introduktion av decimalbråken.
- De Stercktenbouwing (The Art of Fortification), 1594.
- Castrametatio, dat is legermeting (Castrametatio, That is Camp-measurement), Rotterdam, 1617 samt
- Nieuwe Maniere van Stercktebou, door Spilsluysen, (A New Manner of Fortification by means of Sluice-locks)  Rotterdam, 1617. Båda publicerades tillsammans.